# Гершкович, Яков Петрович
Я́ков Петро́вич Гершко́вич (21 августа 1953 года, Киев — 8 сентября 2022 год, Берлин) — советский и украинский археолог, историк науки. Доктор исторических наук. Ведущий научный сотрудник Национальной академия наук Украины (Институт археологии; отдел археологии энеолита — бронзового века). Автор первой в украинской науке книги о сабатиновской культуре. Председатель правления Всеукраинской общественной организации «Союз археологов Украины».

## Биография
Яков Петрович Гершкович родился 21 августа 1953 года в Киеве. Свои первые шаги в археологию сделал в школьные годы — посещал кружок археологии Киевского Дворца пионеров в 1960-е годы (под руководством В. Н. Гладилина).
В 1977 году заканчивает с отличием исторический факультет Ташкентского государственного университета. Сразу после этого в 1977 году начинает работать на должности лаборанта в Институте археологии. Руководил раскопками курганов и древних поселений в составе Донецкой (позже — Второй Северско-Донецкой) и Краснознаменской экспедиции Института археологии.
С 1989 по 1993 год Гершкович работает в Научно-производственном кооперативе «Археолог», который был создан при Институте археологии, исследуя курганы и многослойные поселения эпохи бронзы в бассейне Северского Донца и на Донецком кряже.
В 1993 году Гершкович возвращается на работу в Институт археологии и успешно защищает кандидатскую диссертацию «Сабатиновская культура Нижнего Поднепровья и Северо-Западного Приазовья». С тех пор работает в отделе археологии энеолита — бронзового века. С 1986 по 1999 год занимает должность научного сотрудника Института археологии НАН Украины, а в 1999 году становится старшим научным сотрудником Института археологии.
Знаковой для Гершковича стала Украинско-Немецкая экспедиция по исследованию Суботовского городища в Черкасской области в 1994—1995 годах. Со временем он возглавил этот проект и издал монографию «Суботовское городище». В 2017 г. по этой книге в Институте археологии НАНУ им успешно защищена диссертация на соискание ученой степени доктора исторических наук.
Яков Гершкович является автором более 130 печатных работ. Прежде всего это монографии «Studien zur spätbronzezeitlichen Sabatinovka-Kultur am unteren Dnepr und an der Westkuste des Azov’schen Meers» и «Суботовское городище». Им обоснована принципиально новая, комплексная, интерпретация так называемых зольников белогрудовского типа и схемы культурогенетических процессов на юге Восточной Европы бронзового века и в переходный период к раннему железному веку.
Под его научным руководством успешно защитили свои кандидатские диссертации А. Корохина и Д. Куштан.
Является членом редакционной коллегии серийных научных изданий «Материалы и исследования из археологии Восточной Украины» (Луганск), «Археологический Альманах» (Донецк; Симферополь) и англоязычной версии журнала «Археология» (Ukrainian Archaeology). Совместно с профессором С. Н. Санжаровым организовал издание и посмертное переиздание книги своего учителя С. Н. Братченко «Левенцовская крепость. Памятник культуры бронзового века».
Инициатор создания «Кодекса этики профессионального археолога», принятого Ученым советом Института археологии НАН Украины. Председатель ВГО «Ассоциация археологов Украины». Выступал с докладами на многочисленных научных симпозиумах и конференциях.
Стипендиат программы научных обменов им. В. Фулбрайта (США) и Немецкой службы научных обменов (DAAD).
Умер 8 сентября 2022 и похоронен на еврейском кладбище Вайсензе в Берлине.

## Вклад в науку

### Участие в археологических раскопках
- В школьные годы принимал участие в работах археологических экспедиций в Поингулье (О. Г. Шапошникова, И. Н. Шарафутдинова), на Каменной могиле в Приазовье и Киеве (В. Н. Даниленко) и др.
- 1976—1980 — раскопки древних курганов в Северо-Восточном Приазовье и Северском Подонцовье (С. Н. Братченко).
- 1981 — Новокиевское поселение сабатинской культуры, Херсонская область.
- 1982—1989 — курганы и грунтовые могильники разных эпох, Херсонская область.
- 1989—1993 — курганы и поселения бронзового века, Донецкая и Луганская область.
- 1994—1995 — Суботовское городище, Черкасская область (совместная Украинско-Немецкая экспедиция).
- 1997, 2017 — курганы и зольники позднего бронзового и раннего железного века возле г. Нетешин, Хмельницкая область.
- 2011—2013 — разведки и выявление памятников разных эпох в зонах строительства ветровых электростанций (Николаевская, Донецкая, Луганская область).
- 2017 — Нетешинская экспедиция РАСУ ИА НАНУ.
- 2018 — Донецкая экспедиция ОАСУ ИА НАНУ.

### Научная деятельность

#### Научные публикации и статьи
- Я.П.Гершкович, В.Н.Корпусова, Р.С.Орлов. Работы у с. Золотое : статья // Археологические открытия 1973. — М. : Наука, 1974. — С. 291—293.
- С.Н.Братченко, Я.П.Гершкович. Исследования в Северо-Восточном Приазовье : статья // Археологические открытия 1976. — М. : Наука, 1977. — С. 272—273.
- Я.П.Гершкович, С.Н.Братченко. Раскопки курганов в Северо-Восточном Приазовье : статья // Археологические открытия 1978. — Москва, 1979. — С. 307.
- Я.П.Гершкович, С.Н.Братченко. Исследование курганов вдоль реки Северский Донец : статья // Археологические открытия 1978. — Москва, 1979. — С. 307—308.
- Гершкович Я. П. К вопросу об андроновских элементах в срубной культуре на Украине // Древние культуры Волжских и Уральских бассейнов, Куйбышев : сборник. — 1979. — С. 92—94.
- Я. П. Гершкович, Г. Л. Евдокимов. Об одной категории костяных изделий срубной культуры // Советская археология : журнал. — 1982. — № 4. — С. 228—231.
- Гершкович Я. П. О каменной погребальной конструкции Культуры Древесных могил на Северо- Восточном Азовском побережье (укр.) // Археология. — 1982. — № 41. — С. 15—21.
- Н. А. Гаврилюк, Я. П. Гершкович. Захоронения заключительного этапа Бронзового и Раннего Железного века в бассейне речки Кальмиус Северно-морского Азовского побережья // Материалы по хронологии мест археологических раскопок Украины : сборник. — Киев, 1982. — С. 67—71.
- Я. П. Гершкович. Культурно-хронологические группы захоронений Середне-позднего Бронзового века в Кургане рядом с селом Прищиб // Материалы по хронологии мест археологических раскопок Украины : сборник. — Киев, 1982. — С. 46—61.
- С. С. Березанская, Я. П. Гершкович. Элементы Культуры Андроново в Древесных могилах Украины // Бронзовый век полосы степи Урала — подземный сток реки Иртуш : сборник. — Челябинск, 1983.. — С. 100—101.
- Яков Гершкович. Фигурные поясные пряжки культуры многоваликовой керамики // Советская археология : статья. — 1986. — № 2. — С. 132—145.
- Я. П. ГЕРШКОВИЧ, КЛОЧКО В. И., ОЛЕНКОВСКИЙ Н. П. Литейная форма эпохи поздней бронзы из Нижнего Поднепровья // Советская археология : статья. — 1987. — Т. 3. — С. 211.
- Я. П. Гершкович, В. И. Клочко, Н. П. Оленковский. Новая находка каменной литейной формы из Нижнего Поднепровья // Советская археология : статья. — 1987. — Т. 3.
- Я. П. Гершкович, В. И. Клочко. Связи населения Нижнего Поднепровья в эпоху поздней бронзы (по материалам Завадовской мастерской) // Межплеменные связи эпохи бронзы на территории Украины : статья. — Наук. думка, 1987. — С. 101—130.
- Я. П. Гершкович, Е. А. Шепель. Макеевский курганный могильник эпохи бронзы : статья // Древнейшие скотоводы степей юга Украины / О.Г. Шапошникова. — Киев : Наукова Думка, 1987. — С. 198.
- Я. П. Гершкович, В. И. Клочко, Г. Л. Евдокимов. Новокиевская литейная мастерская и проблемы хронологии сабатиновских памятников Нижнего Поднепровья // Советская археология : статья. — 1987. — Т. 2. — С. 142.
- Я. П. Гершкович, М. М. Иевлев. Этнокультурные изменения в Северном Причерноморье в эпоху поздней бронзы в свете палеоклиматических данных // Актуальные проблемы историко-археологических исследований: Тез. докл. Республ. конф. молодых археологов : статья. — 1987. — С. 38—40.
- Я. П. Гершкович. К вопросу о появлении чернолесской керамики на поселениях бондарихинской культуры в бассейне Северского Донца // ТДНК "Проблемы исследования памятников археологии Северского Донца : статья. — 1990. — С. 57—59.
- Я. П. Гершкович. К проблеме соотношения региональных схем периодизации эпохи поздней бронзы Нижнего Поднепровья, Северо-Восточного Приазовья и Подонцовья // Доно-Донецкий регион в системе древностей Восточноевропейской степи и лесостепи : статья. — 1996. — С. 22—24.
- Яков Гершкович. Происхождение и эволюция сабатиновского керамического комплекса // Археологический альманах : статья. — 1997. — Т. 6. — С. 125—144.
- Gerškovič Jakob. Westliche impulse bei der Formierung des Kulturkomplexes "Noua-Sabatinovka-Coslogeni" (нем.) // Das Karpatenbecken und die Osteuropäischen Steppe. Prähistorische Arhäologie in Südosteuropa : статья. — 1998. — Т. 12. — С. 317—324.
- Яков Гершкович. Этнокультурные связи в эпоху поздней бронзы в свете хронологического соотношения памятников (Нижнее Поднепровье — Северо-Восточное Приазовье — Подонцовье) // Археологический альманах : статья. — 1998. — Т. 7. — С. 61—92.
- О.П Журавлев, Я.П. Гершкович. Животноводство населения сабатиновской культуры Нижнего Поднепровья // Старожитності Північного Причорномор`я і Криму : раздел в книге. — 1999. — Т. 7. — С. 49—75.
- Я.П.Гершкович. Взаимодействие археологических культур в заключительный период эпохи поздней бронзы на Юго-Западе Восточной Европы // XV Уральское археологическое совещание. Тез. докл. междунар. конф. — 2001.
- Я.П.Гершкович. Парадоксы в историографии сабатиновской культуры // Stratum Plus : журнал. — 2002. — Т. 2. — С. 598—607.
- С. Н. Братченко, Гершкович Я. П. Бахмутовская курганная группа // Материалы и исследования по археологи Восточной Украины : книга. — 2003. — Т. 1. — С. 247—276.
- Я.П. Гершкович. Взаємодія населення степу та лісостепу України за доби пізньої бронзи // Археологія : журнал. — № 3. — С. 32—40.
- Яков Гершкович. Феномен зольников белогрудовского типа // Российская археология : журнал. — 2004. — Т. 4. — С. 104—113.
- Яків Гершкович. Хранителі нелегальних старожитностей в Україні (укр.) // Археологія : журнал. — 2005. — Т. 3. — С. 91—97.
- Ja. P. Gerškovič. Die Hüter illegal erworbener Altertümer in der Ukraine (нем.) // Archaeologia Circumpontica : журнал. — 2006. — Т. 4. — С. 7—16.
- Ya. Gershkovich. Keepers of illegal antiquities in Ukraine (англ.) // Archaeologia Bulgarica : журнал. — Sofia, 2006. — № 3.
- Я.П. Гершкович. Историческая ситуация в эпоху поздней бронзы к югу от тшинецко-комаровского ареала (Zmierzch kompleksu trzciniecko-komarowskiego. Kształtowanie się nowej rzeczywistości kulturowej w środkowej i młodszej epoce brązu) (пол.) // Instytut Archeologii Uniwersytetu Marii Curie-Skłodowskiej, Lublinie : журнал. — 2006. — S. 133—143.
- Яков Гершкович. Зольники белогрудовского типа - сложные монументальные структуры эпохи поздней бронзы // Археологический альманах : журнал. — 2009. — Т. 20. — С. 327—332.
- Яков Петрович Гершкович. Днепровокаменский комплекс литейных форм эпохи поздней бронзы из Среднего Поднепровья // Stratum plus: Archaeology and Cultural Anthropology : журнал. — 2009. — С. 578—590.
- Я. П. Гершкович. Про наукову етику, корупцію й підступи Комінтерну (з приводу збірки «Проблемы охраны и изучения памятников археологии степной зоны Восточной Европы») (ukr) // Археологія : журнал. — 2010. — № 4. — С. 120—125.
- Yakiv Gershkovych. Korkut's heritage in the cuman milieu of the North Pontic region (англ.) // Ukrainian Archaeology : журнал. — 2011. — С. 81—90.
- Yakov Gershkovich. The All-Ukrainian Public Association of Archaeologists:Its Purposes and Plan of Actions (англ.) // The European Archaeologist : журнал. — 2011. — № 35. — С. 14—16.
- Yakov Gershkovich. Global Causes of Some Local Phenomena during the Late Bronze Age in the Northern Pontic Steppe (англ.) // Prähistorische Archäologie in Südosteuropa : журнал. — 2011. — Т. 27. — С. 166—177.
- Яків Гершкович. Псевдоархеологія на пострадянських просторах: неусвідомлена небезпека (укр.) // Археологія : журнал. — 2011. — Т. 2. — С. 110—118.
- Я. П. Гершкович. Пам’яті Станіслава Никифоровича Братченка (укр.) // Археологія : журнал. — 2011.
- Я. Гершкович. Половецкий кобызчи (укр.) // Степи Европы в эпоху средневековья. Золотоордынское время : журнал. — 2012. — № 11. — С. 231—250.
- Ja. P. Gerškovič. Ein Gußformenkomplex der späten Bronzezeit am mittleren Dnepr (нем.) // Eurasia Antiqua : журнал. — 2012. — № 18. — С. 61—75.
- Olexandra Romashko, Yakiv Gershkovych. Scythian sanctuaries of Ares: archaeological date and Herodotus testimonies (англ.) // Ukrainian Archaeology : журнал. — 2013. — С. 19—32.
- Я. Гершкович, Панковский В. Клад бронзовых изделий из леса у села Крестище (Славянский р-н Донецкой области, Украина) (англ.) // Revista Arheologică, serie nouă : журнал. — 2013. — № 1. — С. 188—197.
- Гершкович Я.П., Ромашко О. В. Скіфські святилища Ареса: археологічні дані та свідчення Геродота (ukr) // Археологія : журнал. — 2013. — № 1. — С. 61—75.

#### Изданные книги
- 1999 — «Исследование сабатиновской культуры позднего периода бронзового века в Нижнем Поднепровье и Западном Приазовье» (на немецком языке)[11].
- 2016 — «Суботовское городище» (на русском языке).
- 2001 — «История Украинской культуры» (раздел, на украинском языке)[12].
- 2007 — «Украина: Хронология развития. От древних времен до поздней античности» (раздел, на украинском языке)[13].
- 2007 — «От Неолита до Кимерийцев» (редактор, издано на русском, украинском и польском языках)[14].

#### Доклады на научных конференциях
- 1979 (март) — «Вопрос элементов Культуры Андроново в Культуре могил из лесоматериалов в Украине». — Древние культуры Волжских и Уральских бассейнов. — Куйбушев (Россия)
- 1987 — «Этнокультурные изменения в Северной области Причерноморья в Последнюю Бронзовую Эпоху в свете палеоклиматических данных». Фактические проблемы историческо-археологического исследования. — Киев (Украина)
- 1991 (октябрь) — «На восточной границе Новой Сабатиновки-Комплекса Кослоджень» («On the Eastern Boundary of the Nova-Sabatinovka-Coslogeni Complex»). — Проблемы Новой Сабатиновки-Комплекса Кослоджень. — Калараш (Молдавия)
- 1995 (сентябрь) — «Средняя Донецкая область в Последнюю Бронзовую Эпоху». — Дон. Донецкая область. — Луганск (Украина)
- 1996 (ноябрь) — «Западные импульсы в формировании Новой Сабатиновки» («Western impulses in forming of the Nova-Sabatinovka»). Кослоджень (Koslodgen') культурный комплекс. — Карпатский бассейн и Восточно-европейские степи. — Краков (Польша)
- 1998 (ноябрь) — «Этнокультурные отношения в Последнюю Бронзовую Эпоху далее на Юг и Восток от Области Комплекса Тшине-Комарова» («Ethnocultural relations in the Late Bronze Epoch further to South and East from the Tshine- Komarov Complex area»). — Склон комплекса Тшине-Комарова. Замосць, Люблин (Польща)
- 2000 (январь) — «Фермеры и авторы пасторалей причерноморской низменности во время последнего бронзового периода поздней доисторической эксплуатации Евразийской степи» («Farmers and Pastoralists of the Pontic Lowland during the Late Bronze Age Late Prehistoric Exploitation of the Eurasien Steppe») — Кэмбридж (Великобритания)
- 2000 — «Летосчисление фриз Последнего Бронзового века». — Музейные чтения, Киев (Украина)
- 2005 — «Археология в интеллектуальном космосе современной Украины». — Конференция Fulbright, Львов (Украина)
- 2006 — "Кодексы деятельности как «способ терапии» коррупции в науке (на примере развития Морального Кодекса профессионального археолога Украины) — Конференция Fulbright, Киев (Украина)
- 2008 — «Развитие культуры позднего Бронзового периода в области рек Нижний Буг и Днепра» (Environment of the Late Bronze Age cultures in the Lower Bug and Dnieper areas) (совместно с Герасименко Н. П. и Фоменко В.Н) — Конференция IGCP 521- INQUA 0501 Fourth Plenary Meeting and Field Trip, Бухарест — Варна (Румыния — Болгария)
- 2009 — «Глобальные причины некоторых местных явлений во время Последнего Бронзового века в Северо-Причерноморской Степи» («Global causes of some local phenomena during the Late Bronze Age in the Northen Pontic Steppe»). — Der Schwarzmeerraum vom Äneolithikum bis in die Früheizenzeit (5000 — 500 до н. э.), Берлин — Кишинев (Германия, Молдавия)
- 2010 — «Международная школа псевдоархеологии: его прошлое и будущее». — Современные научные школы в археологии, Киев — Санкт-Петербург (Украина, Россия)